# Decima

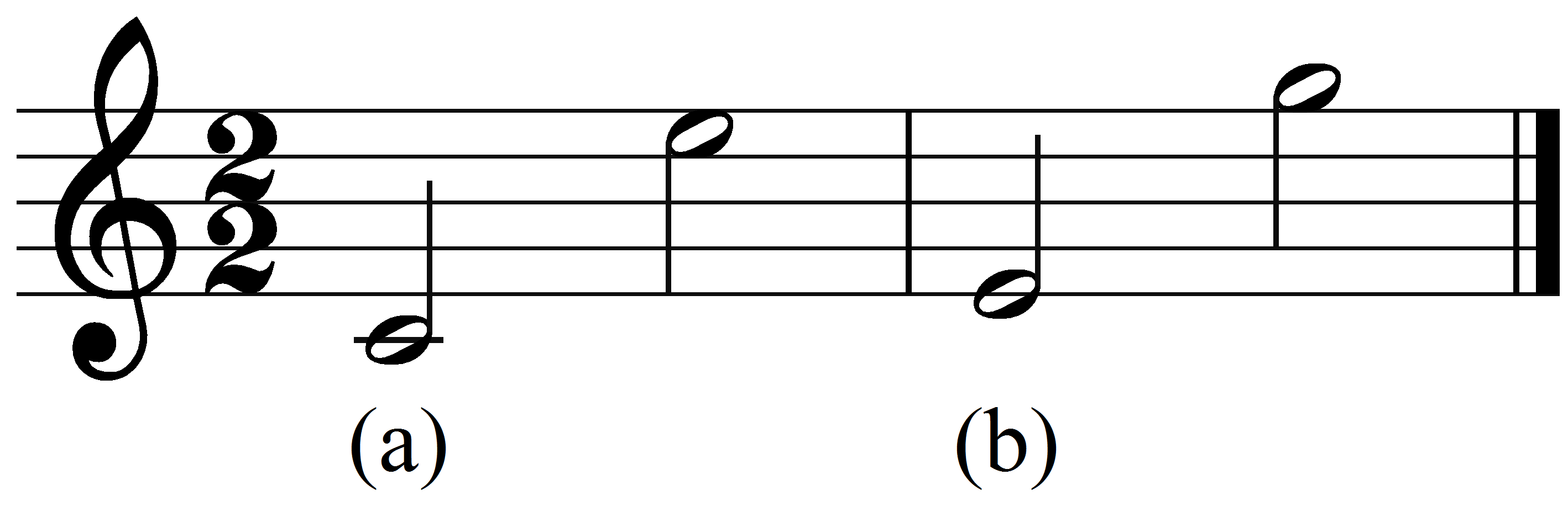
Ett notexempel på vad decima är.

Decima är ett musikaliskt intervall på 10 diatoniska steg, samt beteckning för den tionde tonen i en diatonisk skala.
Huvudmotivet i Pjotr Tjajkovskijs första pianokonsert, Op. 23 Pianokonsert nr 1 i b♭-moll (1875):